# Renée Kool (criminoloog)
Renée Sharon Barbara (Renée) Kool (1958) is een Nederlands criminoloog en schrijfster over juridische onderwerpen. Zij werkt als Universitair Hoofddocent bij het Willem Pompe Instituut voor Strafrechtswetenschappen aan de Universiteit Utrecht. Daarnaast is zij redactielid van het Tijdschrift voor Herstelrecht, docent juridische opleidingen en rechter-plaatsvervanger bij de rechtbank Utrecht. Zij werkt op het gebied van de zedelijkheidswetgeving en discriminatie,

## Biografie
Kool studeerde rechten aan de Universiteit Tilburg. Van 1986 tot 1999 werkte zij als universitair docent bij de Erasmus Universiteit. In 1999 promoveerde ze op het proefschrift met als titel: De strafwaardigheid van seksueel misbruik. In hetzelfde jaar werd ze aangesteld als  universitair hoofddocent/onderzoeker aan het Willem Pompe Instituut. Haar werkgebied daar zijn aan het aansprakelijkheidsrecht gelieerde thema's.

## Publicaties (selectie)
Selectie van publicaties
- De strafrechtelijke aanpak van meisjesbesnijdenis in een rechtsvergelijkende context (2016) Open access. Kool, R.S.B.; Wahedi, S. Tijdschrift voor religie, recht en beleid, 2016(3), 36. ISSN 1879-7784.
- Civiel schadeverhaal via het strafproces : Een verkenning van de rechtspraktijk en regelgeving betreffende de voeging benadeelde partij (2016) . Kool, R.S.B.; Backers, P.W.; Emaus, J.M.; Kristen, F.G.H.; Pluimer, O.S.; van Uhm, D.P.; van Gelder, Emma. Ucall-reeks. Boom Juridische Uitgevers
- European Models of Citizenship and the Fight against Female Genital Mutilation (2015). Kool, R.S.B.; Wahedi, Sohail, In Development and the Politics of Human Rights, 205. CRC Press
- Schadeverhaal na een strafbaar feit via de kantonrechter : Een verkennend dossieronderzoek (2014) Open access. Kool, Renée; Heblij, Marnix; van Uhm, Daan; Orvini, L.; Loeve, C.R.R.; Giesen, Ivo
- Strafbare discriminatie (2007) Open access . Brants, C.H.; Kool, R.S.B.; Ringnalda, A.
- Vrouwelijke genitale verminking in juridisch perspectief. Achtergrond studie (2005) Open access. Kool, R.S.B.; Beijer, A.; Drumpt, C.F.; Eelman, J.M.; Knoops, G.G.J.
- Evaluatie implementatie schriftelijke slachtofferverklaring (2006) Open access. Kool, R.S.B.; Passier, R.C.; Beijer, A.
- De menselijke maat (2004) Open access. In Discretie in het strafrecht, 211. Boom Juridische Uitgevers
- Vrijheid, blijheid? Over het dilemma van de strafbare seksualiteit (2003) Open access. Tijdschrift voor Criminologie, 4, 338. ISSN 0165-182X.
- De Wet Terwee, Evaluatie van Juridische knelpunten (2001) Open access. Kool, R.S.B.; Moerings, L.M., ISBN 9789038708492
- Verkrachting en legaliteit (1999) Open access. In Strafrecht en Moraal. Gouda Quint

- Gemeinsame Normdatei: 1031586598
- International Standard Name Identifier: 0000 0000 3394 7226
- Library of Congress Control Number: n99051974
- Nederlandse Thesaurus van Auteursnamen: 162629524
- Virtual International Authority File: 58412910
- WorldCat: E39PBJm4VXytQKb6tkCWDhtYfq